# 1965年热带风暴黑兹尔
热带风暴黑兹尔（英語：Tropical Storm Hazel）是一场强度虽弱，但却对墨西哥造成严重破坏的东太平洋热带气旋，也是1965年太平洋飓风季中造成损失最严重的风暴。系统源于索科罗岛东南方向一股向北移动的扰动天气，达到萨菲尔-辛普森飓风等级下的热带风暴标准后再转向东北偏东。9月26日，气旋从马萨特兰附近登陆，接下来很快就转变成温带气旋。
这一天气系统的强度较弱，但却对墨西哥经济构成重创。马萨特兰爆发洪灾，大量房屋被冲毁，还有许多房屋被淹没在泥水中。该国有6人遇难，经济损失至少有1000万美元（1965年美元）。为此，风暴名称“黑兹尔”之后予以除名，永远都不会用於东太平洋风暴的命名。

## 气象历史
9月22日，索科罗岛东南方向出现一片强度较弱的扰动天气。这股扰动总体向北移动，于9月23日晚在距原位置160公里开外发展成热带低气压。次日，低气压继续以每小时15公里的速度北上，并增强成热带风暴。9月24日晚，卫星图像显示环流中心附近风力时速已有80公里。热带风暴黑兹尔也在此期间达到986毫巴（百帕，29.1英寸汞柱）的最高强度。9月26日，有船只测得时速95公里的最强风速。风暴接下来向东北偏东方向移动，于9月26日在马萨特兰以南不远处登陆，并在不久后转变成温带气旋。

## 防灾措施、影响和善后
多名气象学家预计风暴会一直远离陆地，所以许多居民都对热带风暴黑兹尔缺乏准备。马萨特兰有约1万人从低洼地区撤离，该市受到严重破坏。多条河流泛滥，约五千人无处躲避。马萨特兰全城停电，城市供水系统受损。至少有五十艘船因风暴受损或沉没。估计整场风暴造成的损失至少有一千万美元（1965年美元），黑兹尔因此成为1965年太平洋飓风季中破坏最严重的热带气旋。马萨特兰有三人丧生，其中有两名渔夫在风暴期间遇难，还有一个男孩因输电线缆斷裂导致触电身亡，纳亚里特州也有三人触电而死。受通讯中断的影响，六名正在马萨特兰度假的游客音讯全无，外界只能通过船只同该市取得联系。此外，多个以木材、锡皮和硬纸板搭建的窝棚被1.8米高的泥水冲走或淹没，风暴产生的洪水还冲毁了该州各地的许多桥梁和道路。马萨特兰的捕虾船队是该市的经济基础，因此气旋对该州沿海经济造成重大影响。锡那罗亚州南部有220平方公里的棉花、玉米和高粱绝收。报道还表明当地损失了大量牲畜。
风暴过后，有约1000人前往学校寻求庇护，巴伦和韦拉莫乡村地区的居民只能在树上或屋顶躲避。军队和救灾机构匆忙赶赴多个沿海城市提供援助。由于风暴造成了严重影响，其名称“黑兹尔”（Hazel）因此除名，今后永远都不会再在东太平洋风暴命名时采用。用于取代的新名称是“希瑟”（Heather），于1969年启用。